# Vilters-Wangs
Vilters-Wangs (toponimo tedesco; fino al 1996 Vilters) è un comune svizzero di 5 067 abitanti del Canton San Gallo, nel distretto di Sarganserland.

## Geografia fisica
Il territorio di Vilters-Wangs estende nella valle della Saar, affluente di sinistra del Reno, tra il la piana del Reno e i monti Grauen Hörnern (Pizol, 2 844 m s.l.m.).

## Storia
Il comune politico di Vilters-Wangs è stato istituito nel 1816 con la separazione delle località di Vilters e Wangs dal comune di Bad Ragaz (all'epoca Ragaz), al quale erano state assegnate all'istituzione del Canton San Gallo (1803).

## Monumenti e luoghi d'interesse
- Chiesa parrocchiale cattolica di San Medardo a Vilters, attestata dall'840 e ricostruita nel 1785 dall'abbazia di Pfäfers[3];
- Chiesa parrocchiale cattolica di Sant'Antonio Eremita a Wangs, eretta nel 1880-1882[4].

## Società

### Evoluzione demografica
L'evoluzione demografica è riportata nella seguente tabella:
Abitanti censiti

## Geografia antropica

### Frazioni
Le frazioni di Vilters-Wangs sono:
- Vilters
- Wangs[4], capoluogo comunale
  - Hinterberg
  - Vorderberg

## Economia
L'economia locale si basa prevalentemente sull'agricolura e sull'industria (Elcotherm, produzione di caldaie).

## Infrastrutture e trasporti
Vilters-Wangs è servito dalla strada principale 3/13.